# Paratanus costatus
Paratanus costatus är en insektsart som beskrevs av Delong 1983. Paratanus costatus ingår i släktet Paratanus och familjen dvärgstritar. Inga underarter finns listade i Catalogue of Life.